# Hvad Kvinder drømmer om
Hvad Kvinder drømmer om er en amerikansk stumfilm fra 1919 af George D. Baker.

## Medvirkende
- May Allison som Fortuna Donnelly
- Ben F. Wilson som Eddie Lintner
- Clarence Burton som John McArthur
- Walter Percival som Owen Pauncefort
- Irene Rich som Mrs. Owen Pauncefort